# Medal Konrada Zuse
Medal Konrada Zuse za zasługi dla informatyki – najwyższa nagroda niemieckiego stowarzyszenia informatyków przyznawana co dwa lata jednemu z wiodących niemieckich informatyków. Została nazwana na cześć pioniera nauk informatycznych Konrada Zuse. Taką samą nazwę nosi również nagroda niemieckiego stowarzyszenia budownictwa.

## Laureaci
Źródło: Gesellschaft für Informatik
- 1987: Heinz Billing(inne języki)[3]
- 1989: Nikolaus Joachim Lehmann[4]
- 1989: Robert Piloty(inne języki)
- 1991: Wilhelm Kämmerer(inne języki)
- 1993: Carl Adam Petri
- 1995: Kurt Mehlhorn(inne języki)[5]
- 1997: José Luis Encarnação(inne języki)[6]
- 1999: Günter Hotz(inne języki)[7]
- 2001: Theo Härder(inne języki)
- 2003: Thomas Lengauer[8]
- 2006: Ingo Wegener(inne języki)[9]
- 2007: Manfred Broy(inne języki)[10]
- 2009: Reinhard Wilhelm(inne języki)[11]
- 2011: Fritz-Rudolf Güntsch(inne języki)[12]
- 2011: Volker Strassen[12]
- 2013: Markus Gross(inne języki)
- 2015: Arndt Bode
- 2017: Johannes Buchmann(inne języki)
- 2019: Dorothea Wagner(inne języki)[13]
- 2021: Gerhard Weikum(inne języki)
- 2023: Anja Feldmann(inne języki)[14]